# Станіслав Костов
Станіслав Костов (болг. Станислав Костов, нар. 2 жовтня 1991, Благоєвград) — болгарський футболіст, півзахисник, нападник клубу «Пірін» (Благоєвград).
Виступав, зокрема, за клуб «Левскі», а також національну збірну Болгарії.
Володар Кубка Болгарії. Володар Суперкубка Болгарії. 

## Клубна кар'єра
Народився 2 жовтня 1991 року в місті Благоєвград. Вихованець футбольної школи клубу «Пірін» (Благоєвград). Дорослу футбольну кар'єру розпочав 2010 року в основній команді того ж клубу, в якій того року взяв участь у 12 матчах чемпіонату. 
Згодом з 2011 по 2018 рік грав у складі команд ЦСКА (Софія), «Ботев» (Пловдив), «Бероє» та «Пірін» (Благоєвград).
Своєю грою за останню команду привернув увагу представників тренерського штабу клубу «Левскі», до складу якого приєднався 2018 року. Відіграв за команду з Софії наступні два сезони своєї ігрової кар'єри. Більшість часу, проведеного у складі «Левскі», був основним гравцем команди. У складі «Левскі» був одним з головних бомбардирів команди, маючи середню результативність на рівні 0,6 гола за гру першості.
Протягом 2020—2021 років захищав кольори клубу «Олімпіакос».
До складу клубу «Пірін» (Благоєвград) приєднався 2021 року. Станом на 9 жовтня 2022 року відіграв за благоєвградську команду 40 матчів в національному чемпіонаті.

## Виступи за збірні
Протягом 2010–2012 років залучався до складу молодіжної збірної Болгарії. На молодіжному рівні зіграв у 6 офіційних матчах.
У 2018 році дебютував в офіційних матчах у складі національної збірної Болгарії.

## Титули і досягнення
- Володар Кубка Болгарії (1):

ЦСКА (Софія): 2011
- Володар Суперкубка Болгарії (1):

ЦСКА (Софія): 2011